# Homalothecium
Homalothecium er en slægt af mosser med ca. 8 arter, hvoraf to findes i Danmark. Homalothecium betyder 'opret sporehus' (græsk: thecium sporehus).
Arterne i Homalothecium-slægten har alle længdefoldede, smalt trekantede blade med ribbe. Dioik.
| Danske arter |

- Gul Krumkapsel Homalothecium lutescens
- Krybende Silkemos Homalothecium sericeum